# Xavier Marchand
Pour les articles homonymes, voir Marchand.
Xavier Marchand né le 4 août 1973 à Deauville (Calvados) est un nageur français spécialiste des épreuves de quatre nages. Durant sa carrière, il est d'abord licencié au sein du club Villeparisis natation, puis aux Dauphins du TOEC. Il est 8e de la finale du 200 m 4 nages des JO d'Atlanta et est à nouveau sélectionné pour les JO de Sydney où il termine 7e de la finale du 200 m 4 nages. Après sa carrière de nageur, il devient journaliste reporter d'images à France 3 Occitanie (Toulouse).
Il est le frère du nageur Christophe Marchand et le compagnon de la nageuse Céline Bonnet ; leur fils Léon Marchand est aussi nageur.

## Palmarès

### Championnats du monde
- Championnats du monde 1998 à Perth (Australie) :
  -  Médaille d'argent du 200 m quatre nages.

### Championnats d'Europe
- Championnats d'Europe 1997 à Séville (Espagne) :
  -  Médaille d'argent du 200 m quatre nages.

- Championnats d'Europe 2000 à Helsinki (Finlande) :
  -  Médaille de bronze du 200 m quatre nages.